# Jessica Pegula
Jessica Pegula (nascida em 24 de fevereiro de 1994) é uma tenista profissional americana. Ela tem uma classificação alta no ranking da WTA alta na carreira tanto em simples quanto em duplas chegou ao número 3 do mundo, ambas conquistadas em 24 de outubro de 2022. Ela ganhou dois títulos de simples e seis títulos de duplas no WTA Tour, um título de duplas do WTA Challenger e sete títulos de duplas na ITF. Ela foi cinco vezes finalista de Grand Slam em simples, tendo chegado a esta fase quatro vezes no Australian Open (2021–2023), uma vez no Aberto da França de 2022 e uma vez no US Open de 2022. Ela também é uma das principais finalistas em duplas, conquistando esse feito no Aberto da França de 2022 com a companheira de equipe Coco Gauff.

## Vida pessoal
Pegula é filha de Terry e Kim Pegula, proprietários multibilionários do Buffalo Bills da National Football League e do Buffalo Sabres da National Hockey League. Ela é meio coreana, pois sua mãe nasceu em Seul antes de ser adotada aos 5 anos. Ela tem quatro irmãos: Kelly, Matthew, Michael e Laura (os dois últimos do primeiro casamento de seu pai).
Em 2021, Pegula se casou com Taylor Gahagen, um executivo corporativo da Pegula Sports and Entertainment [en] e um filantropo da causa dos animais.
Em agosto de 2016, foi anunciado que Pegula e sua irmã abririam um restaurante de serviço rápido chamado Healthy Scratch no LECOM Harborcenter, um empreendimento de uso misto com tema de hóquei no gelo de propriedade de seus pais em Buffalo, Nova York. O negócio Healthy Scratch seria expandido para serviço de food truck em 2017. Em 2017, Pegula lançou sua própria linha de cuidados com a pele chamada "Ready 24".

## Carreira profissional

### 2011–2012: Terceira rodada de duplas em Grand Slam
Em 30 de agosto de 2011, Pegula recebeu um "wild card" na chave principal do torneio de duplas do US Open, onde fez dupla com Taylor Townsend. Elas acabaram perdendo na terceira rodada para a equipe cabeça de chave número 3 de Vania King e Yaroslava Shvedova.
Em março de 2012, Pegula recebeu um "wild card" para a chave qualificatória em Indian Wells e surpreendeu as jogadoras de ranking mais alto Bojana Jovanovski e Paula Ormaechea para se classificar para a chave principal, onde perdeu para Magdaléna Rybáriková em três sets.

### 2015: Estreia em simples em Grand Slam, primeira vitória

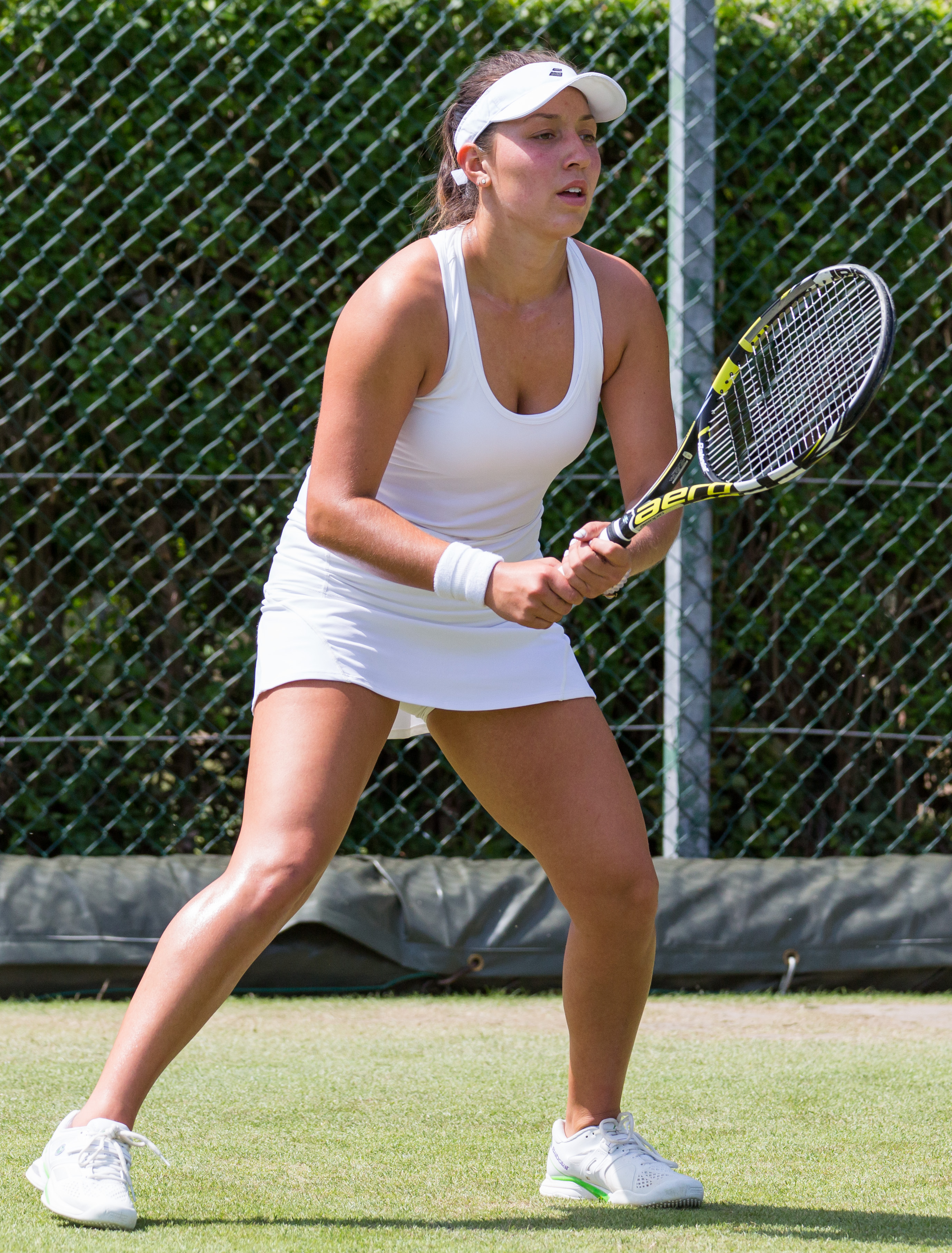
Pegula durante a qualificatória do torneio de Wimbledon em 2015.

Pegula fez sua estreia em simples importantes no US Open vinda da qualificatória. Ela derrotou Shuko Aoyama, Margarita Gasparyan e Melanie Oudin para chegar à chave principal, onde venceu Alison Van Uytvanck na primeira rodada. Na segunda, Pegula foi derrotado por Dominika Cibulková, em três sets.

### 2018: Primeira final WTA e top 125
Em 2018, Pegula alcançou sua primeira final de simples WTA no "Tournoi de Québec" em setembro vinda da qualificatória. Ela venceu Kristýna Plíšková, Ons Jabeur, a segunda cabeça de chave Petra Martić e a quinta cabeça de chave Sofia Kenin a caminho da final, onde perdeu para a oitava cabeça de chave Pauline Parmentier em dois sets. Isso trouxe sua classificação de volta para o top 200 e a ajudou a terminar o ano entre as 125 primeiras.

### 2019: Primeiro título WTA e top 100

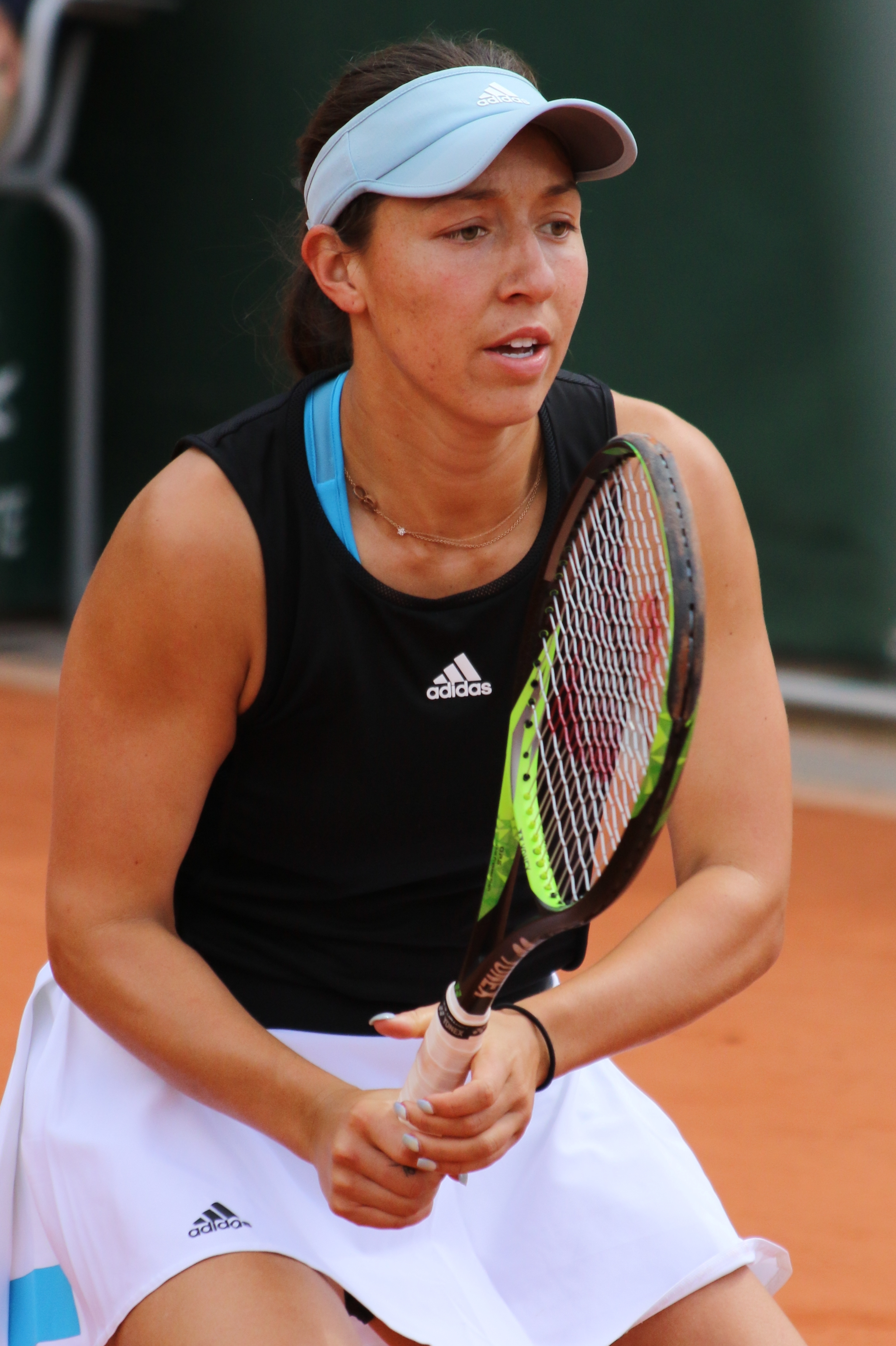
Jessica Pegula em Roland Garros, 2019.

Pegula começou o ano jogando principalmente no Circuito ITF, antes de entrar no top 100 em fevereiro pela primeira vez em sua carreira. Isso permitiu que ela participasse de vários eventos maiores do WTA Tour, inclusive em Indian Wells e Miami. Seu melhor resultado durante o início da temporada em quadra de saibro veio em Charleston, onde derrotou a número 12 do mundo, Anastasija Sevastova, a caminho da terceira rodada. Isso a ajudou a entrar no top 75 pela primeira vez. Ela também competiu na chave principal de um torneio do Grand Slam além do US Open pela primeira vez. Ela foi derrotada na primeira rodada do Aberto da França pela eventual campeã Ashleigh Barty antes de cair na mesma fase em Wimbledon para Mihaela Buzărnescu.
Pegula alcançou o melhor resultado de sua carreira no início da temporada norte-americana em quadra dura, quando conquistou seu primeiro título de simples da WTA no Washington Open, derrotando Camila Giorgi na final. Isso a levou a um novo melhor ranking de carreira de número 55 do mundo. Apesar de não ter vencido outra partida da chave principal no resto da temporada, Pegula terminou o ano classificado entre os 100 primeiros pela primeira vez, na 76ª posição.

### 2020: Final do Auckland Open, top 60
Jessica começou sua temporada de tênis de 2020 no Auckland Open, onde derrotou CiCi Bellis na primeira rodada. Ela seguiu com mais duas vitórias consecutivas sobre Tamara Zidanšek e Alizé Cornet para chegar às semifinais. Lá ela venceu Caroline Wozniacki em três sets para avançar para sua terceira final de simples WTA na carreira. Enfrentando Serena Williams, 23 vezes vencedora de Grand Slam, pela primeira vez, Pegula perdeu em dois sets. Ela então competiu no Australian Open pela primeira vez, onde foi derrotada por outra americana, Taylor Townsend, em dois sets na primeira rodada.
O próximo grande triunfo de Pegula veio no Cincinnati Open, um torneio Premier 5. Depois de vencer duas russas para se classificar para a chave principal, ela abriu sua campanha com uma vitória por dois sets sobre a americana Jennifer Brady, seguida de uma vitória sobre outra compatriota, a semifinalista do Aberto da França de 2019, Amanda Anisimova. Ela então causou uma grande surpresa ao derrotar a quinta cabeça de chave e número 11 do mundo, Aryna Sabalenka, na terceira rodada, avançando assim para suas primeiras quartas de final em qualquer evento de nível WTA Premier. Sua campanha chegou ao fim com uma derrota em dois sets para a 14ª cabeça de chave Elise Mertens. Isso a levou de volta ao top 65.
No US Open, Pegula se recuperou de uma derrota para registrar sua primeira vitória na chave principal de um Grand Slam desde o US Open de 2015, derrotando Marie Bouzková no tiebreak do terceiro set. Ela então venceu Kirsten Flipkens para avançar para a terceira rodada de um evento do Grand Slam pela primeira vez, onde perdeu para a sexta cabeça de chave e ex-nº 2 do mundo, Petra Kvitová.

### 2021: Primeira quarta de final de Major, top 20

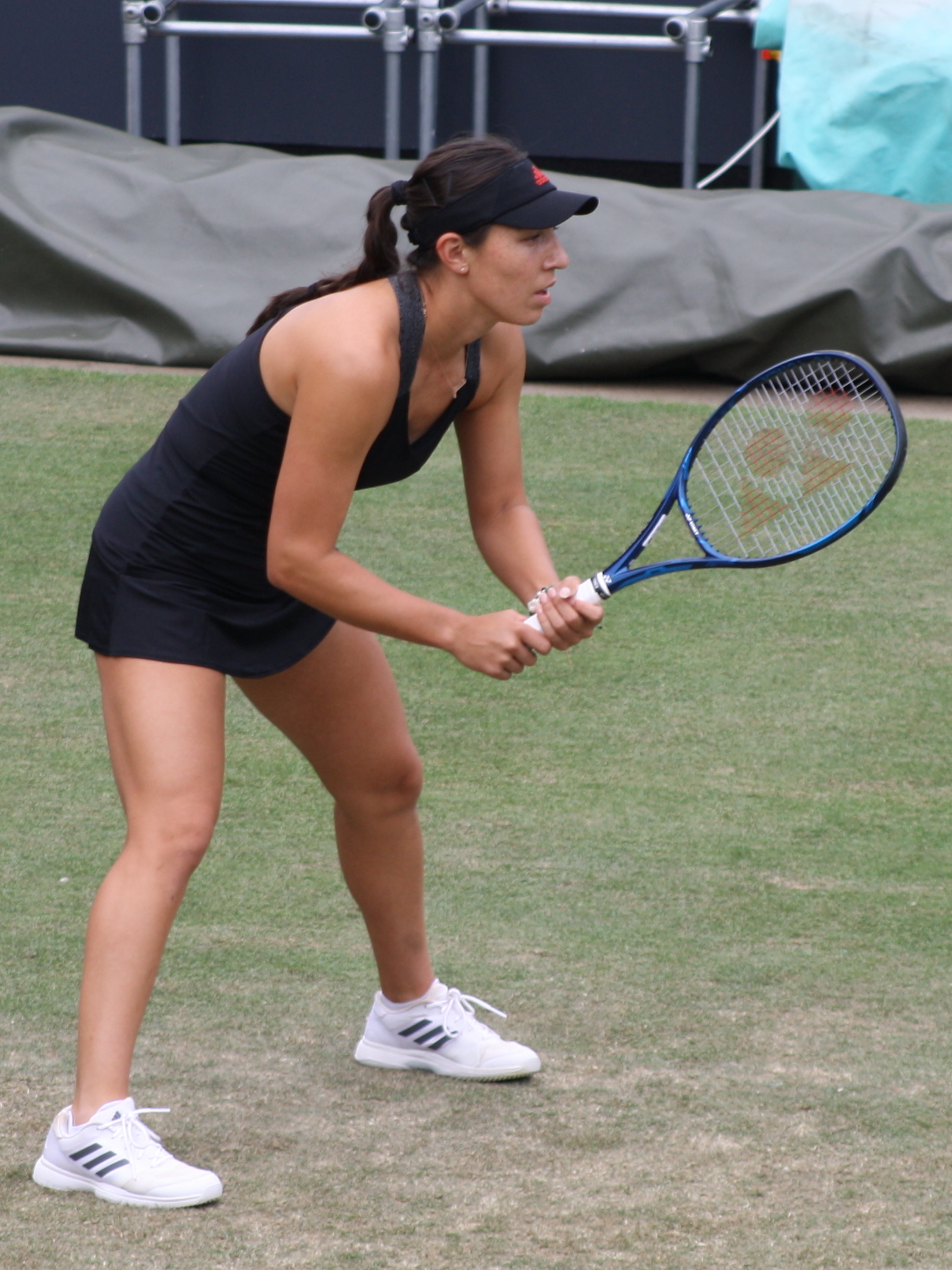
Jessica Pegula em 2021
no WTA de Bad Homburg.

Pegula obteve grande sucesso no Australian Open, derrotando a ex-campeã do Aberto da Austrália e 12ª cabeça de chave Victoria Azarenka, Kristina Mladenovic, a ex-campeã do US Open Samantha Stosur e a quinta cabeça de chave Elina Svitolina para chegar às quartas de final do Grand Slam, onde perdeu para a eventual finalista Jennifer Brady, apesar de vencer o primeiro set. Essa forte exibição permitiu que Pegula entrasse no top 50 pela primeira vez e a levou a uma nova posição no ranking mundial, o 43º lugar.
Mais tarde, em abril, ela alcançou outro recorde na carreira, ficando em 32º lugar no mundo, depois de chegar às semifinais no Qatar Open vinda da qualificatória, onde perdeu para a eventual campeã, Petra Kvitová chegando à quarta rodada como cabeça de chave no Miami Open, perdendo para Maria Sakkari em uma partida apertada de três sets. Sua vitória na terceira rodada sobre Karolína Plíšková em Miami foi a terceira vitória consecutiva em três torneios sobre a mesma jogadora.
Em maio, no Aberto da Itália, onde participou pela primeira vez, registrou a maior vitória de sua carreira sobre a número 2 do mundo, Naomi Osaka, na segunda rodada. Esta foi sua quinta vitória entre as dez primeiras em 2021 e em sua carreira. Em seguida, ela prevaleceu sobre Ekaterina Alexandrova para definir as quartas de final com Petra Martić. Graças a esta grande exibição em sua segunda quartas de final de um WTA 1000 em 2021, após a de Dubai, ela entrou no top 30 pela primeira vez.
No Aberto da França, ela chegou à terceira rodada pela primeira vez em sua carreira, onde perdeu para a quarta cabeça de chave Sofia Kenin. No Aberto da Alemanha em Berlim, Pegula chegou às quartas de final derrotando pela quarta vez Karolína Plíšková em seu quarto encontro consecutivo em 2021. Como resultado, ela entrou no top 25 em 21 de junho de 2021.
Ela alcançou sua terceira quarta de final em um WTA 1000 de 2021 na edição do Aberto do Canadá em Montreal, derrotando a compatriota Danielle Collins em uma partida disputada de três sets, precisando de seis match points para vencer em uma final emocionante. Ela então alcançou sua primeira semifinal em um WTA 1000 e a segunda semifinal da temporada, derrotando a 13ª cabeça de chave Ons Jabeur em 88 minutos. No US Open, ela chegou à terceira rodada pelo segundo ano consecutivo. Em Indian Wells, ela alcançou sua quarta quarta de final de um WTA 1000, derrotando a 7ª do ranking mundial (sua 7ª vitória entre os dez primeiros na temporada) e a quarta cabeça de chave, Elina Svitolina, antes de perder para a ex-bicampeã Victoria Azarenka.

### 2022: Primeiro título WTA 1000, número 3 do mundo e finais WTA em simples e duplas

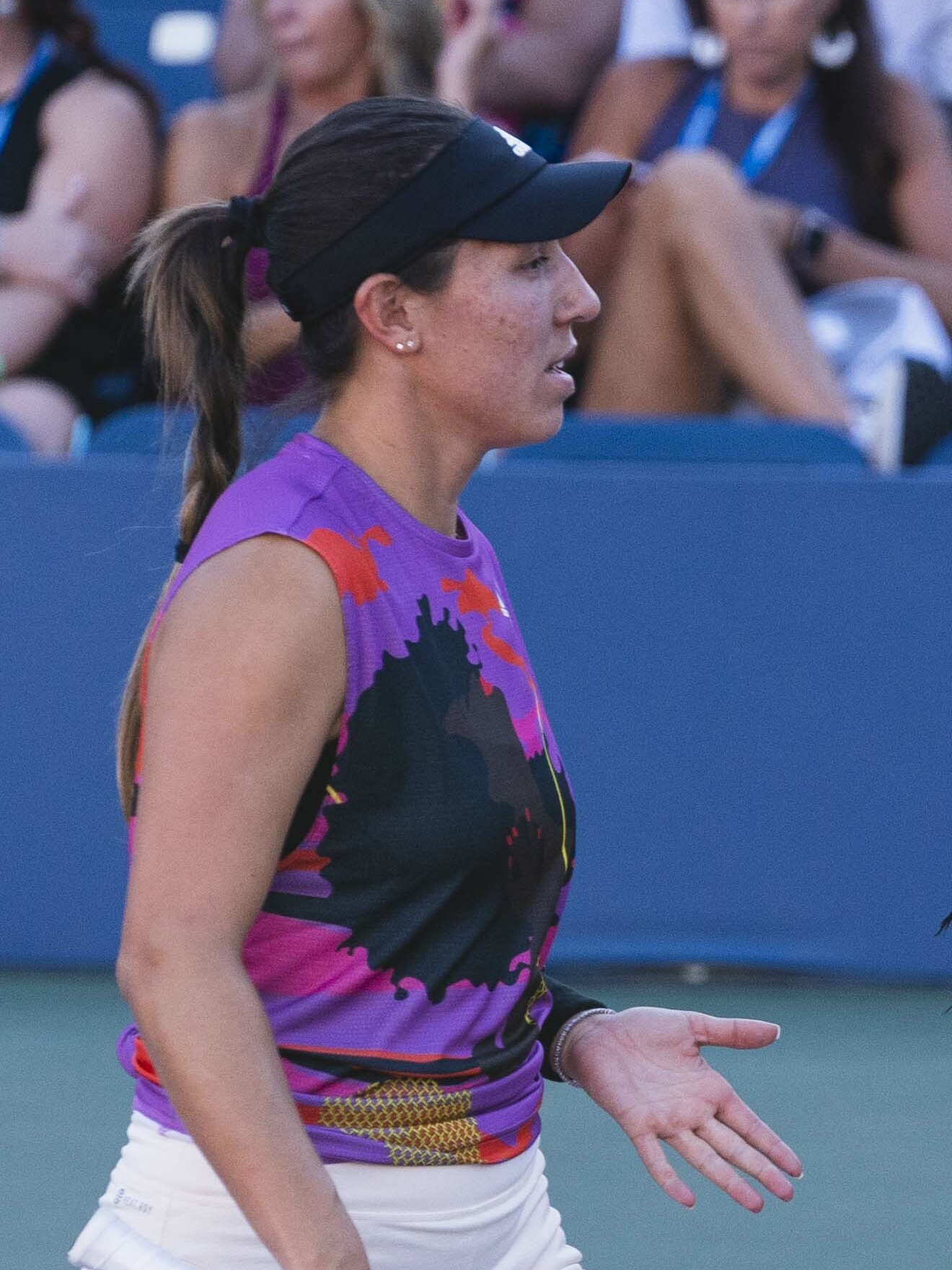
Jessica Pegula durante
o US Open de 2022.

Pegula começou sua temporada em Melbourne, onde perdeu para Irina-Camelia Begu na primeira rodada do torneio de simples, mas ganhou seu primeiro título WTA de duplas da carreira com Asia Muhammad, derrotando o ex-número 1 mundial de duplas, Sara Errani e Jasmine Paolini, na final. Em Sydney, ela perdeu para Caroline Garcia no primeiro turno.
No Australian Open, ela derrotou Anhelina Kalinina, Bernarda Pera, Nuria Párrizas Díaz [en] e a quinta cabeça de chave Maria Sakkari para chegar à sua segunda quartas de final consecutiva neste torneio Major. Ela perdeu a partida das quartas de final para a número 1 do mundo e eventual campeã, Ashleigh Barty, mas atingiu classificações mais altas no ranking em simples (nº 16) e duplas (nº 41) em 31 de janeiro de 2022.
Em Doha, ela ganhou seu segundo título de duplas (e o primeiro no nível WTA 1000) com Coco Gauff, derrotando as cabeças-de-chave 3 Elise Mertens e Veronika Kudermetova na final. Como resultado, ela alcançou o top 30 em duplas na 29ª posição em 28 de fevereiro de 2022.
No Miami Open, ela alcançou sua segunda semifinal em um torneio WTA 1000 de sua carreira após duas desistências consecutivas, Kalinina nas oitavas de final e Paula Badosa no primeiro set das quartas de final. Nas semifinais, ela perdeu para a eventual campeã e futura nº 1, Iga Świątek, em dois sets.
Ela alcançou sua sétima quarta de final em um torneio WTA 1000 no Madrid Open derrotando Bianca Andreescu, em dois sets. Ela alcançou sua terceira semifinal no nível WTA 1000 e a segunda consecutiva na temporada, derrotando a estreante em quartas de final em Madrid, Sara Sorribes Tormo. Em seguida, ela derrotou Jil Teichmann para chegar à sua primeira final de um WTA 1000 e se tornar a terceira americana a fazê-lo depois de Venus Williams (2010) e Serena Williams (2012 e 2013) em Madri, onde perdeu para Ons Jabeur em três sets. Como resultado, ela melhorou sua classificação de carreira para o número 11 do mundo em 9 de maio de 2022. Pegula também alcançou a terceira rodada do Aberto da Itália, mas perdeu para Aryna Sabalenka em dois sets.
Como cabeça de chave número 11 no Aberto da França, Pegula alcançou as quartas de final pela primeira vez neste torneio Major, derrotando a ex-nº 12 mundial Wang Qiang, Anhelina Kalinina, semifinalista do Aberto da França de 2021 e 24ª cabeça de chave Tamara Zidanšek e Irina-Camelia Begu. Ela perdeu para a cabeça de chave e eventual campeã Iga Światek nas quartas de final. Como resultado, ela alcançou o top 10 no ranking de simples pela primeira vez, no 8º lugar do mundo em 6 de junho de 2022. Ela também alcançou sua primeira grande final em duplas, em parceria com Gauff. Como resultado, ela alcançou o top 15 no ranking de duplas. Como cabeça de chave 8 em Wimbledon, ela avançou para a terceira rodada pela primeira vez, antes de perder para Petra Martić em dois sets. Após Wimbledon, ela alcançou um novo melhor ranking mundial na carreira, número 7, em 18 de julho de 2022, tornando-se a jogadora número 1 americana, uma posição à frente de Danielle Collins.
Como uma dupla cabeça de chave principal, ao lado de  Erin Routliffe, ela conquistou seu terceiro título de duplas no Washington Open, derrotando as cabeças de chave 4 Caty McNally e Anna Kalinskaya.
Como cabeça de chave número 7 no Aberto do Canadá, ela alcançou mais uma semifinal consecutiva em simples, pela quarta vez no nível WTA 1000 em sua carreira e a terceira na temporada, derrotando a defensora do título Camila Giorgi e em seguida Yulia Putintseva antes de perder para Simona Halep. Como cabeça de chave número 3 em duplas no mesmo torneio, ela também chegou às semifinais com Gauff derrotando a dupla quinta cabeça de chave Desirae Krawczyk e Demi Schuurs. Em seguida, elas derrotaram Madison Keys / Sania Mirza nas semifinais e Nicole Melichar / Ellen Perez na final para ganhar seu segundo título WTA 1000 juntas. Como resultado, Pegula alcançou o top 10 no ranking de duplas, no 8º lugar do mundo.
No Cincinnati Open, ela alcançou mais uma quarta de final consecutiva derrotando a décima cabeça de chave Emma Raducanu, seu quarto torneio WTA 1000 da temporada no qual chegou às quartas de final.
Como cabeça de chave número 8 no US Open, ela chegou à quarta rodada, derrotando Viktorija Golubic, Aliaksandra Sasnovich e a vinda da qualificatória Yue Yuan. Em seguida, ela derrotou a 21ª cabeça de chave Petra Kvitová para chegar às quartas de final em um campeonato de Grand Slam em casa e a terceira quarta de final em torneios Major da temporada, onde perdeu para o número 1 do mundo Światek pela terceira vez naquele ano. Apesar do resultado, ela passou para a 5ª posição mundial, em 12 de setembro de 2022. Em 13 e 14 de outubro de 2022, ela se classificou para o WTA Finals de 2022 em simples e duplas com Gauff, respectivamente, tornando-se a primeira americana a se classificar para um WTA Finals desde Sloane Stephens em 2018 e a primeira americana a se classificar em simples e duplas desde Serena e Venus Williams em 2009. No San Diego Open, Pegula perdeu para Światek em uma revanche do US Open nas semifinais, mas conquistou o título de duplas com Gauff, seu terceiro título da temporada juntas e o quinto título de duplas de Pegula no geral. Como resultado, ela alcançou um novo ranking de duplas, o mais alto da carreira, no 4º lugar mundial, em 17 de outubro de 2022.
No Guadalajara Open, ela alcançou sua segunda final no nível WTA 1000 derrotando quatro ex-campeãs de torneios Grand Slam Elena Rybakina, Bianca Andreescu e Sloane Stephens nas quartas de final, e Victoria Azarenka nas semifinais. Ela derrotou a quarta cabeça de chave Maria Sakkari em dois sets para ganhar seu segundo e maior título de simples de sua carreira, tornando-se a primeira mulher americana a ganhar um título WTA 1000 desde Madison Keys em 2019. No mesmo torneio, ela também chegou às quartas de final em duplas com Gauff. Como resultado, ela alcançou uma nova classificação de alta na carreira de número 3 do mundo, em simples e em duplas, em 24 de outubro de 2022.
No WTA Finals, Pegula perdeu todas as partidas da fase de grupos, vencendo apenas um set em três partidas. No mesmo torneio, ela e sua parceira Gauff surpreendentemente não conseguiram vencer uma única partida e também terminaram em último na fase round-robin de duplas. Mesmo assim, ela terminou sua melhor temporada até aquele momento classificada como nº 3 em simples e nº 6 em duplas, uma das apenas três mulheres (junto com Gauff e Veronika Kudermetova) a terminar entre as 10 primeiras em ambas as disciplinas.

### 2023: Primeira final WTA 500

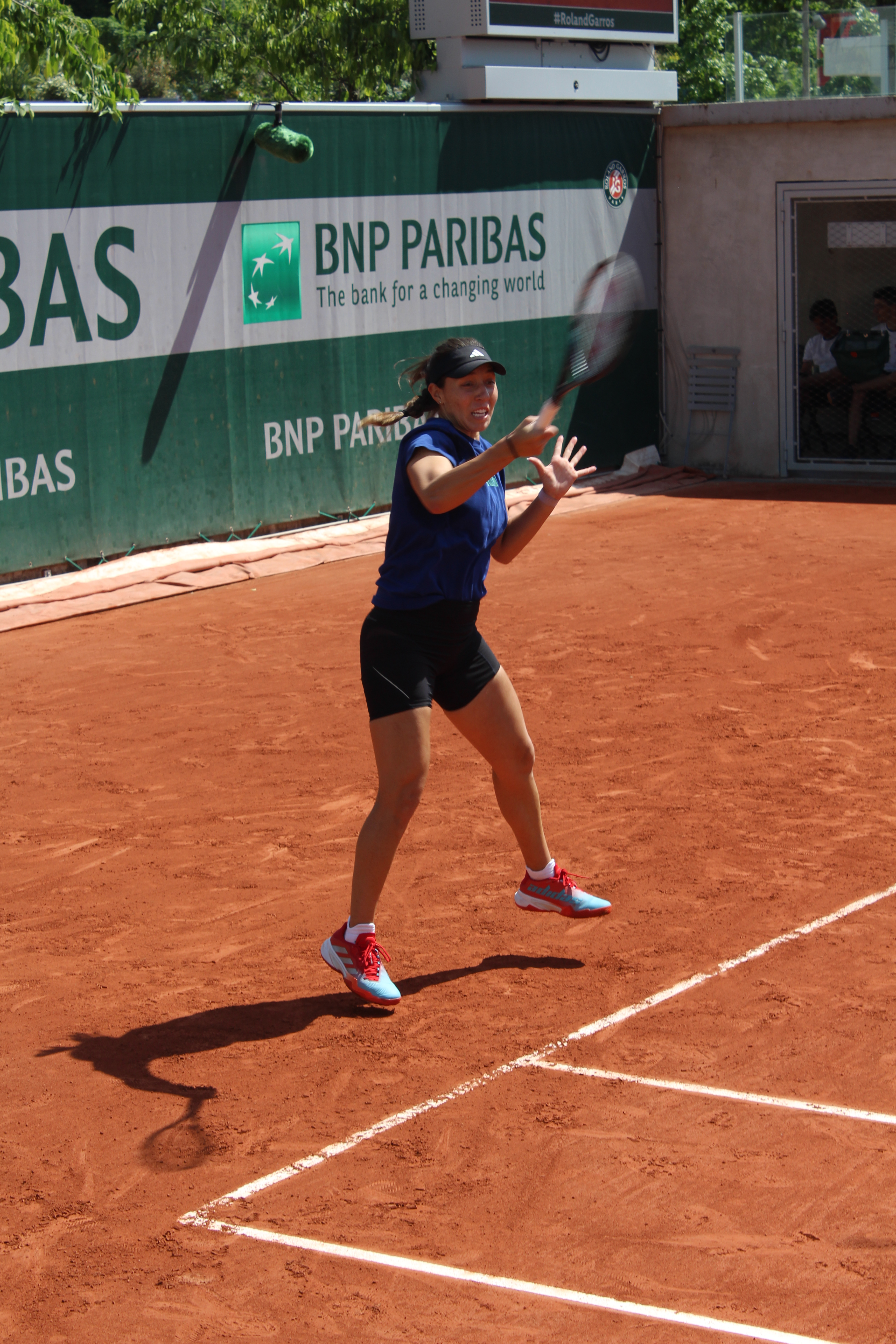
Pegula em Roland Garros, 2023.

Pegula começou sua temporada em quadras duras jogando na edição inaugural da United Cup. Depois de perder sua primeira partida no Grupo C para Petra Kvitová, ela se recuperou para derrotar Laura Siegemund. Ela então venceu Harriet Dart na primeira fase eliminatória antes de marcar a maior vitória de sua carreira com uma vitória em dois sets sobre Iga Świątek, sua primeira vitória sobre o atual número 1 do mundo e a primeira contra a polonesa desde o Citi Open 2019. Nas finais, ela venceu a semifinalista do Aberto da França de 2022, Martina Trevisan, para ajudar os Estados Unidos a conquistar o primeiro título da United Cup.
Logo após a vitória sobre Świątek e tendo demonstrado consistência ao longo da temporada de 2022, Pegula era considerada uma das favoritas ao título do Australian Open. Ela superou suas três primeiras partidas com vitórias consecutivas sobre  Jaqueline Cristian, Aliaksandra Sasnovich e Marta Kostyuk. Nas oitavas de final, Pegula enfrentou a campeã do Aberto da França de 2021, Barbora Krejčíková, pela primeira vez, derrotando a 20ª cabeça de chave em dois sets e avançando para sua terceira quarta de final consecutiva do Australian Open. Porém, ela não conseguiu passar dessa fase mais uma vez, sendo derrotada pela ex-campeã Victoria Azarenka em dois sets. Pegula também jogou em duplas com Coco Gauff; segunda cabeça de chave, a dupla perdeu apenas um set a caminho das semifinais antes de cair para as cabeça de chave 10 Shuko Aoyama e Ena Shibahara.
Em fevereiro, Pegula chegou à final do WTA Qatar Open em simples e duplas. Foi a primeira final de simples em um WTA 500 de Pegula. Tendo ficado de "bye" na primeira rodada, ela derrotou a ex-campeã do Aberto da França Jelena Ostapenko na segunda, Beatriz Haddad Maia nas quartas de final e Maria Sakkari na semifinal. Perdendo a final para a primeira do ranking Iga Swiatek em dois sets. Em duplas, ela e Coco Gauff defenderam com sucesso seu título. Eles derrotaram as cabeça de chave 2 Lyudmyla Kichenok e Jelena Ostapenko em três sets. Pegula ganhou 305 pontos no ranking de simples e 470 pontos no ranking de duplas. Em Dubai ela chegou à semifinal onde perdeu para Barbora Krejcikova em três sets. Em Indian Wells ela chegou às oitavas de final onde perdeu para Petra Kvitova em três sets. Em Miami ela chegou à semifinal onde perdeu para a cabeça de chave N° 10 Elena Rybakina.
A temporada de saibro começou no Charleston Open onde Pegula chegou à semifinal e perdeu para Belinda Bencic. Em seguida, na Europa, ela participou do Madri Open onde chegou às quartas de final e perdeu para Veronika Kudermetova. Em Roma, não passou do seu prineiro jogo na segunda rodada depois de ter ficado de "bye" na primeira, e em Roland Garros, ficou na terceira rodada.
Pegula deu início à sua temporada em quadras de grama por Eastbourne onde chegou às quartas de final e perdeu para Coco Gauff. Em Wimbledon, ela passou pela compatriota Lauren Davis na primeira rodada em três sets, por  Cristina Bucșa na segunda em sets diretos e por  Elisabetta Cocciaretto na terceira. Nas oitavas de final, venceu Lesia Tsurenko, mas acabou perdendo nas quartas de final para a eventual campeã Markéta Vondroušová.
De volta às quadras duras, no Aberto do Canadá, Pegula venceu o torneio batendo Liudmila Samsonova na final em sets diretos. No torneio seguinte em Cincinnati, Pegula chegou às oitavas de final onde perdeu para Marie Bouzková em sets diretos. No US Open, Pegula chegou até as oitavas de final onde perdeu para Madison Keys em sets diretos.
Pegula iniciou a temporada asiática pelo Pan Pacific Open, no qual chegou à final, passando por Cristina Bucșa, Daria Kasatkina e Maria Sakkari no caminho, todos esses jogos em sets diretos. Na final, no entanto, perdeu para Veronika Kudermetova também em sets diretos. No torneio seguinte, o China Open, Pegula passou por Anna Blinkova em jogo de três sets, mas na sequência perdeu para Jeļena Ostapenko em sets diretos. Pegula foi campeã no torneio seguinte, o Korea Open, vencendo  Yuan Yue na final em sets diretos, para seu segundo título na temporada.
Pegula  participou do WTA Finals como cabeça de chave N° 5, ela passou pela fase de grupos sem perder nenhum set, batendo Elena Rybakina, Aryna Sabalenka e Maria Sakkari para chegar a semifinal contra a compatriota Coco Gauff que também venceu em sets diretos. Na final no entanto, ela perdeu de forma contundente para Iga Świątek, vencendo apenas um game, ficando com o vice-campeonato.

### 2024: Campeã em Berlim, bicampeonato no Canadá
No início do ano, Pegula participou com o Time Estados Unidos da United Cup. Lá, em suas partidas de simples, ela venceu Ajla Tomljanovic do Time Austrália em sets diretos e perdeu para Katie Boulter do Time do Reino Unido em jogo de três sets. Seu próximo compromisso foi no Adelaide International. Lá, como "cabeça de chave" N° 2, ela ficou de "bye" na primeira rodada, venceu a "lucky loser" da qualificatória, Bernarda Pera na segunda em jogo de três sets, e a também vinda da qualificatória, Anastasia Pavlyuchenkova nas quartas de final, também em jogo de três sets. Devido à sequência de jogos longos associada a uma disenteria, antes da semifinal contra Daria Kasatkina, Pegula desistiu de continuar no torneio. Depois disso, partiu para o Australian Open, no qual como "cabeça de chave" N° 5, venceu Rebecca Marino na primeira rodada em sets diretos mas perdeu para Clara Burel na segunda também em sets diretos.
Depois desse resultado, Pegula desfez a parceria com seu treinador David Witt [en] que vinha desde 2019. Em seguida, abriu mão do giro no Oriente médio devido à uma contusão no pescoço. Ela voltou ao WTA Tour no San Diego Open com uma nova equipe técnica e chegou às quartas de final. Nas duplas do mesmo torneio, com Desirae Krawczyk, elas chegaram à final, que perderam para a dupla Nicole Melichar-Martinez / Ellen Perez em sets diretos. Em Indian Wells, perdeu em sua partida de estreia para Anna Blinkova em jogo de três sets. Nas duplas do mesmo torneio, com sua parceira habitual Coco Gauff, elas chegaram às quartas de final. Em Miami, ela chegou às quartas de final onde perdeu para Ekaterina Alexandrova em jogo de três sets. Nas duplas do mesmo torneio com sua parceira habitual ficaram na primeira rodada.
Pegula iniciou a temporada em quadras de saibro no Charleston Open, no qual, como cabeça de chave N° 1, chegou às semifinais, onde perdeu para Daria Kasatkina em jogo de três sets muito disputado. Fez um intervalo e participou da Copa Billie Jean King em quadras duras, na qual venceu seus dois jogos.
Pegula começou a temporada em quadras de grama pelo Libéma Open, no qual não passou da segunda rodada. Em seguida, no  Berlim Ladies Open, como cabeça de chave N° 4, ficou de "bye" na primeira rodada, em seu jogo de estreia, venceu Donna Vekic em sets diretos, Katerina Siniakova nas quartas de final em jogo de três sets, e venceu a compatriota e cabeça de chave N° 1, Coco Gauff, na semifinal em sets diretos, porém muito equilibrados. Na final, enfrentou Anna Kalinskaya, em jogo muito disputado que venceu em três sets, conquistando o título. Logo em seguida, participou do Eastbourne International, no qual perdeu seu jogo de estreia para a "wild card" local, Emma Raducanu em jogo de três sets. Em Wimbledon, ela passou por Ashlyn Krueger na primeira rodada mas perdeu para Wang Xinyu na segunda. De volta às quadras de saibro, Pegula participou da Olimpíada de Paris, onde na chave de simples, ficou na segunda rodada, jogo que perdeu para Elina Svitolina em três sets.
Retornando às quadras duras na América do norte, Pegula participou do Aberto do Canadá, no qual, como cabeça de chave N° 3 e defensora do título, passou por Karolína Plíšková, por Ashlyn Krueger e por Peyton Stearns nas quartas de final e na sua semifinal, venceu a cabeça de chave N° 14 Diana Shnaider. Na final, enfrentou a compatriota Amanda Anisimova, jogo que venceu em três sets, conquistando o bicampeonato. Em seguida, no Cincinnati Open, como cabeça de chave N° 6, ficou de "bye" na primeira rodada, passou por Karolína Muchová, Taylor Townsend e Leylah Fernandez para chegar às semifinais, onde enfrentou Paula Badosa, jogo que venceu em três sets. Na final, enfrentou a cabeça de chave N° 3, Aryna Sabalenka, jogo que perdeu em sets diretos, ficando com o vice-campeonato.

## World TeamTennis
Pegula fez sua estreia no World TeamTennis [en] em 2020, juntando-se ao time Orlando Storm [en] no início da temporada, que foi disputada no The Greenbrier [en].
Pegula emergiu como uma das melhores jogadores da temporada WTT 2020. Após a dispensa de Danielle Collins, Pegula passou a jogar simples feminino, duplas femininas com Darija Jurak e duplas mistas com Ken Skupski e Tennys Sandgren. Ela obteve um recorde significativo de 9–2 em simples para ajudar o Storm a chegar à terceira colocação nos Playoffs do WTT. O Storm acabaria caindo para o Chicago Smash [en] nas semifinais.

## Estatísticas da carreira

### Quadros de linha de tempo
| V | F | SF | QF | #R | RR | Q# | NQ | NP | NO |

 •  (V) vencedor; (F) finalista; (SF) semifinalista; (QF) quartas de final; (#R) rodada 4, 3, 2, 1; (RR) round-robin; (Q#) rodada qualificatória;  (NQ) não qualificado; (NP) não participou;  (NO) não ocorreu; (TS) taxa de sucesso (eventos vencidos / participados); (V–P) jogos vencidos-perdidos.
 •  Para evitar confusões e contagem em duplicidade, esses quadros são atualizados após a conclusão de um torneio ou quando a participação de um jogador termina.

#### Simples
Atualizado até o Torneio de Wimbledon de 2023
| Torneio           | 2011 | 2012 | 2013 | 2014 | 2015 | 2016 | 2017 | 2018 | 2019 | 2020 | 2021 | 2022 | 2023 | TS     | V–P   | % de Vitórias |
| ----------------- | ---- | ---- | ---- | ---- | ---- | ---- | ---- | ---- | ---- | ---- | ---- | ---- | ---- | ------ | ----- | ------------- |
| Australian Open   | NP   | NP   | Q1   | NP   | NP   | Q2   | NP   | NP   | NP   | 1R   | QF   | QF   | QF   | 0 / 4  | 12–4  | 75%           |
| Aberto da França  | NP   | NP   | Q2   | NP   | Q3   | Q1   | NP   | NP   | 1R   | 1R   | 3R   | QF   | 3R   | 0 / 5  | 8–5   | 62%           |
| Wimbledon         | NP   | NP   | Q1   | NP   | Q3   | Q2   | NP   | NP   | 1R   | NO   | 2R   | 3R   | QF   | 0 / 4  | 7–4   | 64%           |
| US Open           | Q2   | Q2   | NP   | NP   | 2R   | 1R   | Q1   | Q3   | 1R   | 3R   | 3R   | QF   |      | 0 / 6  | 9–6   | 60%           |
| Vencidos–Perdidos | 0–0  | 0–0  | 0–0  | 0–0  | 1–1  | 0–1  | 0–0  | 0–0  | 0–3  | 2–3  | 9–4  | 14–4 | 10–3 | 0 / 19 | 36–19 | 65%           |

#### Duplas
Atualizado até o Torneio de Wimbledon de 2023
| Torneio           | 2011 | 2012 | ... | 2015 | 2016 | ... | 2019 | 2020 | 2021 | 2022 | 2023 | TS     | V–P   | % de Vitórias |
| ----------------- | ---- | ---- | --- | ---- | ---- | --- | ---- | ---- | ---- | ---- | ---- | ------ | ----- | ------------- |
| Australian Open   | NP   | NP   |     | NP   | NP   |     | NP   | 2R   | 1R   | 2R   | SF   | 0 / 4  | 6–4   | 60%           |
| Aberto da França  | NP   | NP   |     | NP   | NP   |     | 3R   | QF   | 2R   | F    | SF   | 0 / 5  | 15–5  | 75%           |
| Wimbledon         | NP   | NP   |     | NP   | NP   |     | 1R   | NO   | 3R   | NP   |      | 0 / 2  | 2–2   | 50%           |
| US Open           | 3R   | 2R   |     | 1R   | 1R   |     | 1R   | 2R   | 1R   | 1R   |      | 0 / 8  | 4–8   | 33%           |
| Vencidos–Perdidos | 2–1  | 1–1  |     | 0–1  | 0–1  |     | 2–3  | 5–3  | 3–4  | 6–3  | 8–2  | 0 / 19 | 27–19 | 59%           |

## Finais de torneios Grand Slam

### Duplas: 1 (finalista)
| Resultado | Ano  | Torneio          | Superfície | Parceira   | Oponentes                           | Placar        |
| --------- | ---- | ---------------- | ---------- | ---------- | ----------------------------------- | ------------- |
| Perdeu    | 2022 | Aberto da França | Saibro     | Coco Gauff | Caroline Garcia Kristina Mladenovic | 6–2, 3–6, 2–6 |